# Mgoszcz
Mgoszcz est un village polonais de la gmina de Lisewo situé dans le powiat de Chełmno en Couïavie-Poméranie,.

## Géographie

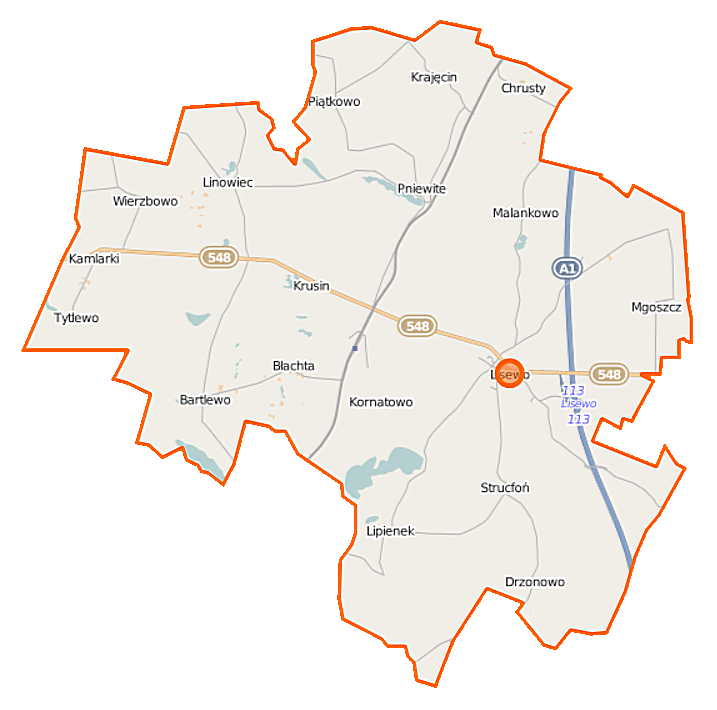
Carte de la gmina de Lisewo.